# Joubert Araújo Martins
Joubert Araújo Martins (7 de enero de 1975) es un exfutbolista brasileño que se desempeñaba como centrocampista.
Joubert Araújo Martins jugó 11 veces para la selección de fútbol de Brasil entre 1995 y 1999.

## Trayectoria

### Clubes
| Club                | País   | Año       |
| ------------------- | ------ | --------- |
| Botafogo            | Brasil | 1994-1996 |
| Napoli              | Italia | 1996-1997 |
| Grêmio              | Brasil | 1997-1998 |
| Flamengo            | Brasil | 1998-2000 |
| São Paulo           | Brasil | 2000      |
| Flamengo            | Brasil | 2001-2002 |
| Fluminense          | Brasil | 2002      |
| Consadole Sapporo   | Japón  | 2003      |
| Vasco da Gama       | Brasil | 2003-2004 |
| Sanfrecce Hiroshima | Japón  | 2004-2006 |
| Itumbiara           | Brasil | 2007      |
| Brasiliense         | Brasil | 2007      |
| Vasco da Gama       | Brasil | 2008      |
| Confiança           | Brasil | 2009      |

### Selección nacional
| Selección | País   | Año       |
| --------- | ------ | --------- |
| Absoluta  | Brasil | 1995-1999 |

## Estadística de equipo nacional
| Selección de fútbol de Brasil | Selección de fútbol de Brasil | Selección de fútbol de Brasil |
| Año                           | Part.                         | Goles                         |
| ----------------------------- | ----------------------------- | ----------------------------- |
| 1995                          | 2                             | 0                             |
| 1996                          | 1                             | 0                             |
| 1997                          | 0                             | 0                             |
| 1998                          | 0                             | 0                             |
| 1999                          | 8                             | 0                             |
| Total                         | 11                            | 0                             |

## Palmarés

### Como jugador

#### Torneos regionales
| Título             | Club          | Estado         | Año  |
| ------------------ | ------------- | -------------- | ---- |
| Taça Guanabara     | Flamengo      | Río de Janeiro | 1999 |
| Campeonato Carioca | Flamengo      | Río de Janeiro | 1999 |
| Taça Río           | Flamengo      | Río de Janeiro | 2000 |
| Campeonato Carioca | Flamengo      | Río de Janeiro | 2000 |
| Taça Guanabara     | Flamengo      | Río de Janeiro | 2001 |
| Campeonato Carioca | Flamengo      | Río de Janeiro | 2001 |
| Campeonato Carioca | Fluminense    | Río de Janeiro | 2002 |
| Taça Río           | Vasco da Gama | Río de Janeiro | 2004 |

#### Torneos nacionales
| Título                          | Club     | País   | Año  |
| ------------------------------- | -------- | ------ | ---- |
| Campeonato Brasileño de Serie A | Botafogo | Brasil | 1995 |
| Copa de Campeones               | Flamengo | Brasil | 2001 |

#### Torneos internacionales
| Título                          | Equipo (*)                 | Sede          | Año  |
| ------------------------------- | -------------------------- | ------------- | ---- |
| Preolímpico Sudamericano Sub-23 | Selección sub-23 de Brasil | Mar del Plata | 1996 |
| Copa América                    | Selección de Brasil        | Paraguay      | 1999 |
| Copa Mercosur                   | Flamengo                   | São Paulo     | 1999 |